# Bálsamo
Pour les articles homonymes, voir Balsamo.
Bálsamo est une municipalité brésilienne de l'État de São Paulo et la Microrégion de São José do Rio Preto.

## Démographie
| Évolution de la population (municipalité) | Évolution de la population (municipalité) | Évolution de la population (municipalité) | Évolution de la population (municipalité) |
| Année                                     | Population                                |                                           | %±                                        |
| ----------------------------------------- | ----------------------------------------- | ----------------------------------------- | ----------------------------------------- |
| 1960                                      | 6 980                                     |                                           | —                                         |
| 1970                                      | 5 746                                     |                                           | −17,7%                                    |
| 1980                                      | 5 720                                     |                                           | −0,5%                                     |
| 1991                                      | 6 771                                     |                                           | 18,4%                                     |
| 2000                                      | 7 340                                     |                                           | 8,4%                                      |
| 2010                                      | 8 160                                     |                                           | 11,2%                                     |
| 2022                                      | 9 596                                     |                                           | 17,6%                                     |
| ,                                         |                                           |                                           |                                           |